# Studena (Chorwacja)
Studena – wieś w Chorwacji, w żupanii primorsko-gorskiej, w gminie Klana. W 2011 roku liczyła 382 mieszkańców.